# Victoria Alexander
Victoria Alexander (* 1965, bürgerlich Chery Griffin) ist eine US-amerikanische Schriftstellerin von historischen Liebesromanen. Bevor sie ihre schriftstellerische Karriere begann, arbeitete sie beim Fernsehen als Reporterin.

## Leben
Alexander wuchs auf verschiedenen US-Militärbasen auf und zog mit ihren Eltern mehrfach um.
Sie begann eine Karriere als Fernsehjournalistin. Zu ihren Interview-Partnern gehörten u. a. der Schauspieler Kevin Costner. Während der Produktion einer Nachrichtensendung wurde ihr Ehemann, der für den gleichen Fernsehsender arbeitete, zusammen mit anderen Journalisten, von einem verwirrten Vietnam-Veteran als Geisel genommen.
1995 veröffentlichte sie ihr erstes Buch. Bis heute konnten sich 16 ihrer Bücher in den Bestsellerlisten der New York Times, USA Today und Publishers Weekly platzieren.
Alexander lebt mit ihrem Ehemann in Omaha (Nebraska). Sie ist Mutter eines Sohnes und einer Tochter.

## Bibliografie

### Effington Familie und Freunde
- 1999 The Wedding Bargain
- 2000 The Husband List (Im Taumel der Begierde)
- 2001 The Marriage Lesson
- 2001 The Prince’s Bride
- 2002 Her Highness, My Wife
- 2003 Love with the Proper Husband  (Verborgene Verheißung)
- 2003 The Lady in Question
- 2004 The Pursuit of Marriage (Flammende Sehnsucht)
- 2004 A Visit from Sir Nicholas
- 2005 When We Meet Again (Masken der Leidenschaft)
- 2005 Let It Be Love (Glücksspiel der Liebe)

### Last Man Standing Reihe
- 2007 A Little Bit Wicked (Zauber der Versuchung)
- 2007 What a Lady Wants
- 2007 Secrets of a Proper Lady
- 2008 Seduction of a Proper Gentleman

### Harrington Familie
- 1996 The Perfect Wife
- 2009 The Virgin’s Secret (Pfade der Sehnsucht)
- 2010 Desires of a Perfect Lady

### Anthologien
- 1996 The Night Before Christmas: Promises to Keep / Naughty or Nice / Santa Reads Romance / Gift for Santa (mit Sandra Hill, Dara Joy und Nelle McFather)
- 1997 Santa Paws (mit Nina Coombs, Annie Kimberlin und Miriam Raftery)
- 1998 The Cat’s Meow (mit Nina Coombs, Coral Smith Saxe und Colleen Shannon)
- 2000 The Last Love Letter - Secrets of a Perfect Night (mit Rachel Gibson und Stephanie Laurens)
- 2004 The One That Got Away (mit Liz Carlyle, Eloisa James und Cathy Maxwell)
- 2008 Promises to Keep - A Magical Christmas Present (mit Eugenia Riley und Lisa Cach)

### Einzeltitel
- 1995 Yesterday and Forever
- 1996 The Perfect Wife
- 1996 Princess and the Pea
- 1997 Emperor’s New Clothes
- 1998 Believe
- 1998 Play It Again Sam
- 1999 Paradise Bay
- 2011 The Perfect Mistress